# Enargit
Enargit (gr. enarges – "oczywisty") – minerał  zaliczany do gromady siarkosoli. Jest rudą miedzi i arsenu.

## Charakterystyka

### Właściwości
Zazwyczaj tworzy kryształy o pokroju słupkowym (z pionowo zbrużdżonymi ścianami) oraz tabliczkowym. Występuje w skupieniach ziarnistych, zbitych, pręcikowych. Tworzy zbliźniaczenia podwójne i wielokrotne. Tworzy też zrosty z innymi minerałami.
Zawiera 48,52% miedzi, 19,02% arsenu, 32,56% siarki oraz domieszki: żelaza, ołowiu, cynku. Jest rozpuszczalny w kwasie azotowym, stapia się wydzielając charakterystyczny zapach czosnku.

### Występowanie
Najczęściej współwystępuje z takimi minerałami jak: chalkopiryt, luzonit, tetraedryt, bornit, piryt. Minerał miedzionośnych złóż porfirowych Cu (Mo) i hydrotermalnych. W złożach porfirowych występuje najczęściej w paragenezie z pirytem, tworząc się w późnych stadiach formowania się złoża.
Miejsca występowania: Namibia – Tsumeb, USA – Montana, Peru – Pasto Bueno, Niemcy – Wittichen, Węgry – Recsk, Chile, Argentyna, Filipiny.
W Polsce: na Dolnym Śląsku w okolicach Kowar, i Strzegomia.